# Schnappi
Schnappi, das kleine Krokodil (« Schnappi, le petit crocodile ») est un dessin animé allemand. Son générique devient un hit en 2004, atteignant la première place des meilleures ventes de singles dans plusieurs pays européens[réf. souhaitée].

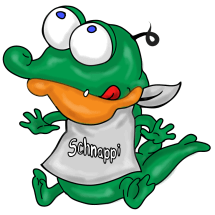
Schnappi, le petit crocodile.

Le texte de la chanson, écrit par Iris Gruttman et Rosita Blissenbach en 2001, raconte la vie de Schnappi en Égypte. L'une des deux versions de la chanson est interprétée par la nièce d'Iris Gruttmann, Joy Gruttmann, âgée de 5 ans.
Le titre sort de façon confidentielle au début de 2004, puis est publié en ligne et est très largement partagé, profitant de la démocratisation du baladeur mp3 et du téléchargement illégal. Un contrat est signé avec Universal et le single sort le 6 décembre 2004. De nombreux remixes sont rapidement créés. Le producteur Peter Burtz prend en charge la promotion de la chanson, afin notamment d'éviter que Joy soit trop exposée médiatiquement.

## Albums
- Schnappi und seine Freunde (2005)
- Schnappi's Winterfest (2005)